# Nello Mascia
Nello Mascia (Sala Consilina, Italia, 28 de diciembre de 1946) es un actor italiano. Ha aparecido en más de cuarenta películas desde 1971.

## Filmografía
| Año  | Título                     | Papel               | Notas |
| ---- | -------------------------- | ------------------- | ----- |
| 1995 | The Second Time            |                     |       |
| 1996 | I'm Crazy About Iris Blond |                     |       |
| 1998 | The Dinner                 |                     |       |
| 2001 | Un hombre de más           |                     |       |
| 2004 | City Limits                |                     |       |
| 2007 | The Girl by the Lake       |                     |       |
| 2010 | Gorbaciof                  |                     |       |
| 2014 | Another South              |                     |       |
| 2019 | L'immortale                | Don Aniello Pastore |       |